# Església parroquial de l'Assumpció del Boixar
L'Església Parroquial de l'Assumpció de Maria del Boixar és un edifici religiós catòlic, que es localitza la part alta d'aquest nucli urbà de la comarca del Baix Maestrat. Està catalogada com Bé de rellevància local, amb la categoria de Monument d'interès local, i codi: 12.03.093-003; de manera genèrica i segons la Disposició Addicional Cinquena de la Llei 5/2007, de 9 de febrer, de la Generalitat, de modificació de la Llei 4/1998, d'11 de juny, del Patrimoni Cultural Valencià (DOCV Núm. 5.449 / 13/02/2007).

## Història
L'actual edifici està erigit sobre l'antiga església, d'estil romànic i que seguia les pautes de les esglésies de reconquesta, raó per la qual l'inici de la nova parròquia es va realitzar l'any 1725, duent-se a terme la seva benedicció abans de 1730.
Encara es conserven restes del primer temple, datats del segle xiv, tals com la portada del temple i el porxo que la precedeix.
A causa de la caiguda del campanar del temple, l'any 1862 s'eleva una nova torre.
El temple està dedicat a Sant Bernabé.

## Descripció
Es tracta d'un temple, de nau única i fàbrica de carreu, d'interior academicista, en el qual destaquen els casetons de la volta i els altars laterals.
És un temple curiós, ja que presenta una gran varietat de detalls de diversos estils, per exemple, presenta portada romànica amb porxo, restes de l'antiga església sobre la qual s'assenta, i construcció típica de temples de menors dimensions, com a ermites; o la rematada del seu campanar, de posterior construcció, i que recorda les esglésies situades a Europa central.
També cal destacar els frescs, possiblement de Cruella, amb representacions dels quatre evangelistes, que es troben en el presbiteri.